# Pope Mountain
Pope Mountain är ett berg i Antarktis. Det ligger i Östantarktis. Australien gör anspråk på området. Toppen på Pope Mountain är 1 388 meter över havet, eller 117 meter över den omgivande terrängen. Bredden vid basen är 1,0 km.
Terrängen runt Pope Mountain är varierad. Trakten är obefolkad. Det finns inga samhällen i närheten. 